# Polyamia nana
Polyamia nana är en insektsart som beskrevs av Beamer och Leonard D. Tuthill 1934. Polyamia nana ingår i släktet Polyamia och familjen dvärgstritar. Inga underarter finns listade i Catalogue of Life.